# 香港視覺藝術中心

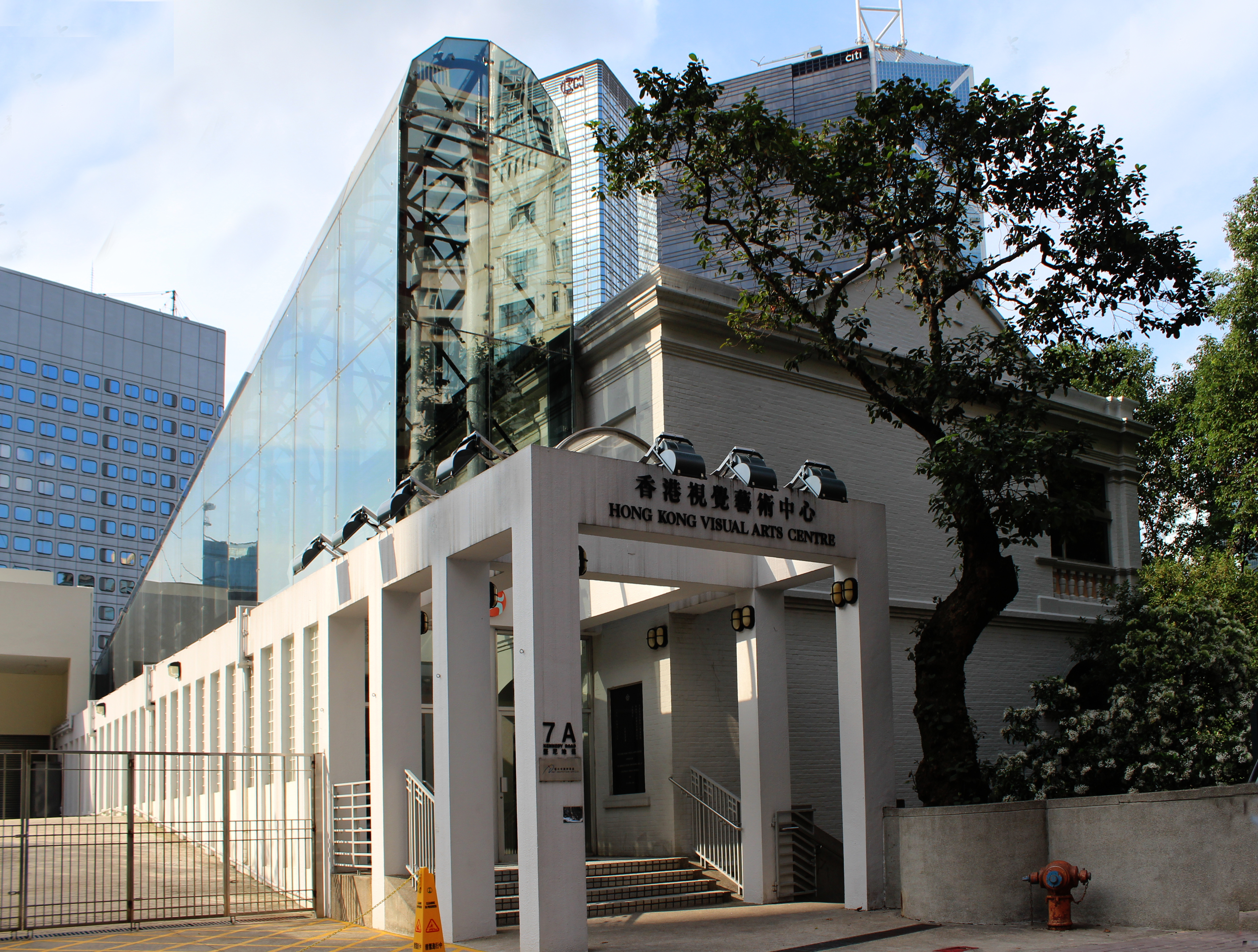
香港視覺藝術中心

香港視覺藝術中心（英語：Hong Kong Visual Arts Centre）是康樂及文化事務署的藝術推廣辦事處轄下的藝術發展中心，位於香港島金鐘香港公園內的西面，為一所讓視覺藝術家互相觀摩學習交流創作發展的地方。香港的藝術家可以租用中心內的工作室，進行雕塑、陶瓷以及版畫創作。

## 歷史與建築
香港視覺藝術中心前身是舊域多利軍營卡素樓（Cassels Block），建於1900年左右，原為已婚軍人宿舍，日軍侵港期間大樓曾遭猛烈轟炸，戰後才得以重新修復。1979年，駐港英軍將域多利軍營交還香港政府，直1980年代中期前市政局決定將軍營改建為香港公園，卡素樓則於1989年2月改建為香港視覺藝術中心（即香港公園第二期），以取代位於中環大會堂的舊址。中心於1992年4月28日由市政局主席梁定邦主持啟用。
卡素樓樓高三層，為愛德華時代古典復興主義建築。建築物像樓梯般以四個階級組成以遷就陡斜地勢，在香港十分罕見。東西兩面原設有拱形列柱組成的涼廊，但現時已被玻璃窗所封以增加樓面可用面積。磚砌外牆現被塗上灰色及粉紅色，甚為搶眼。現時卡素樓已被列為香港一級歷史建築。

## 活動及空間
- 陶瓷、雕塑及版畫3項藝術活動
- 9個藝術工作室、1間演講廳、1個展覽廳及1間多用途活動室
- 中心每月舉辦多類型的藝術活動，包括課程、展覽、示範、講座等

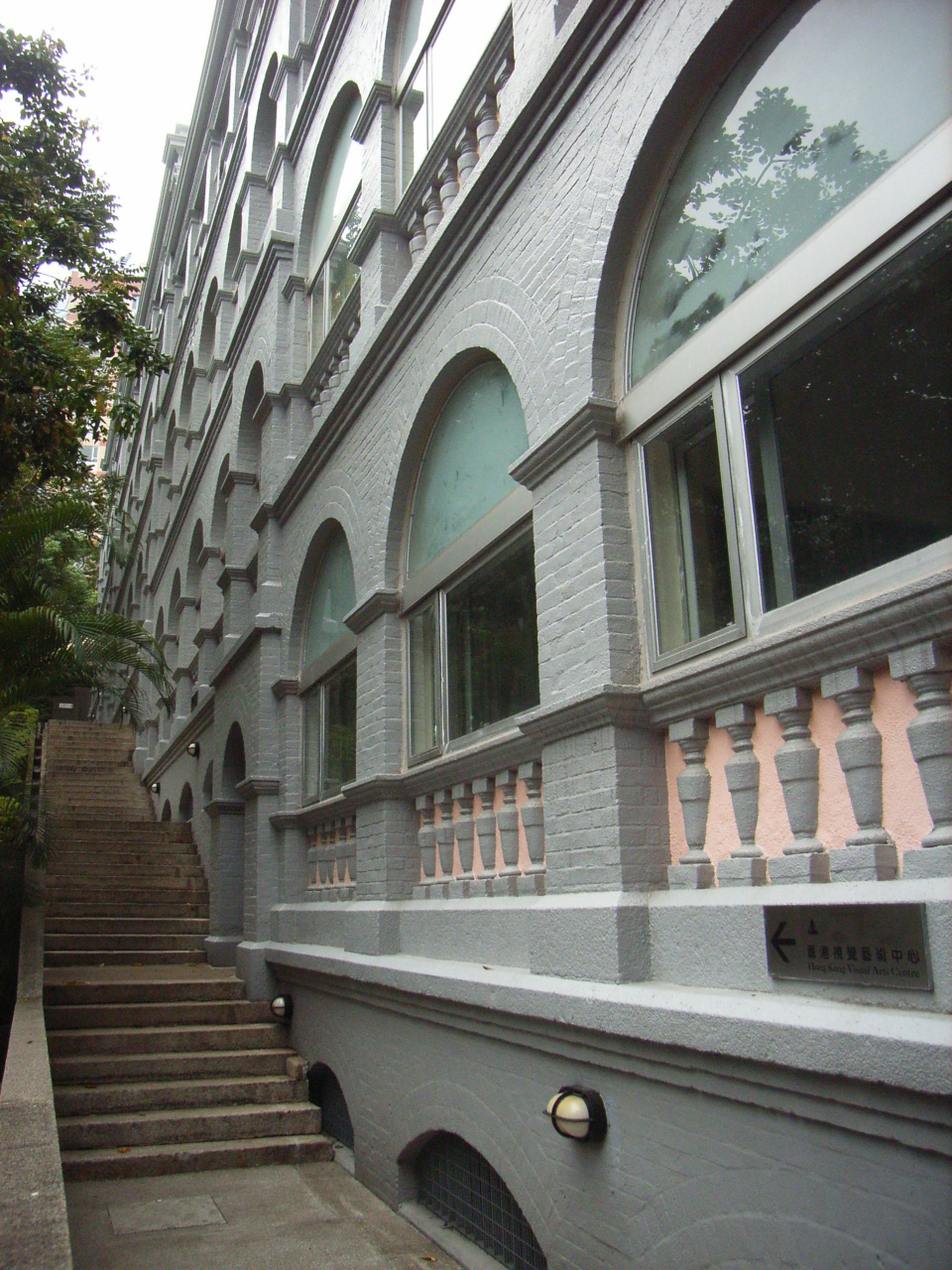
香港視覺藝術中心外部
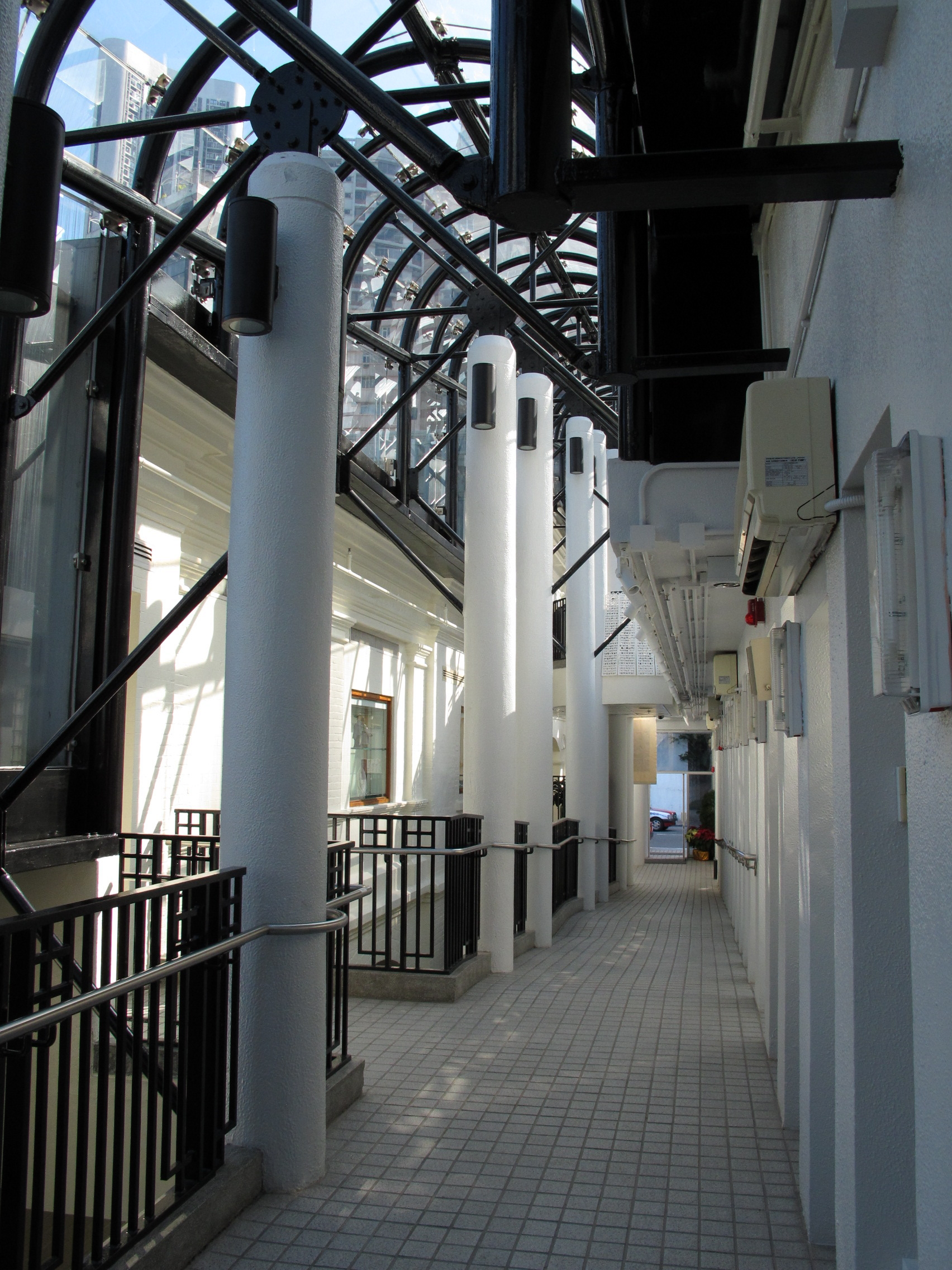
藝術中心內部
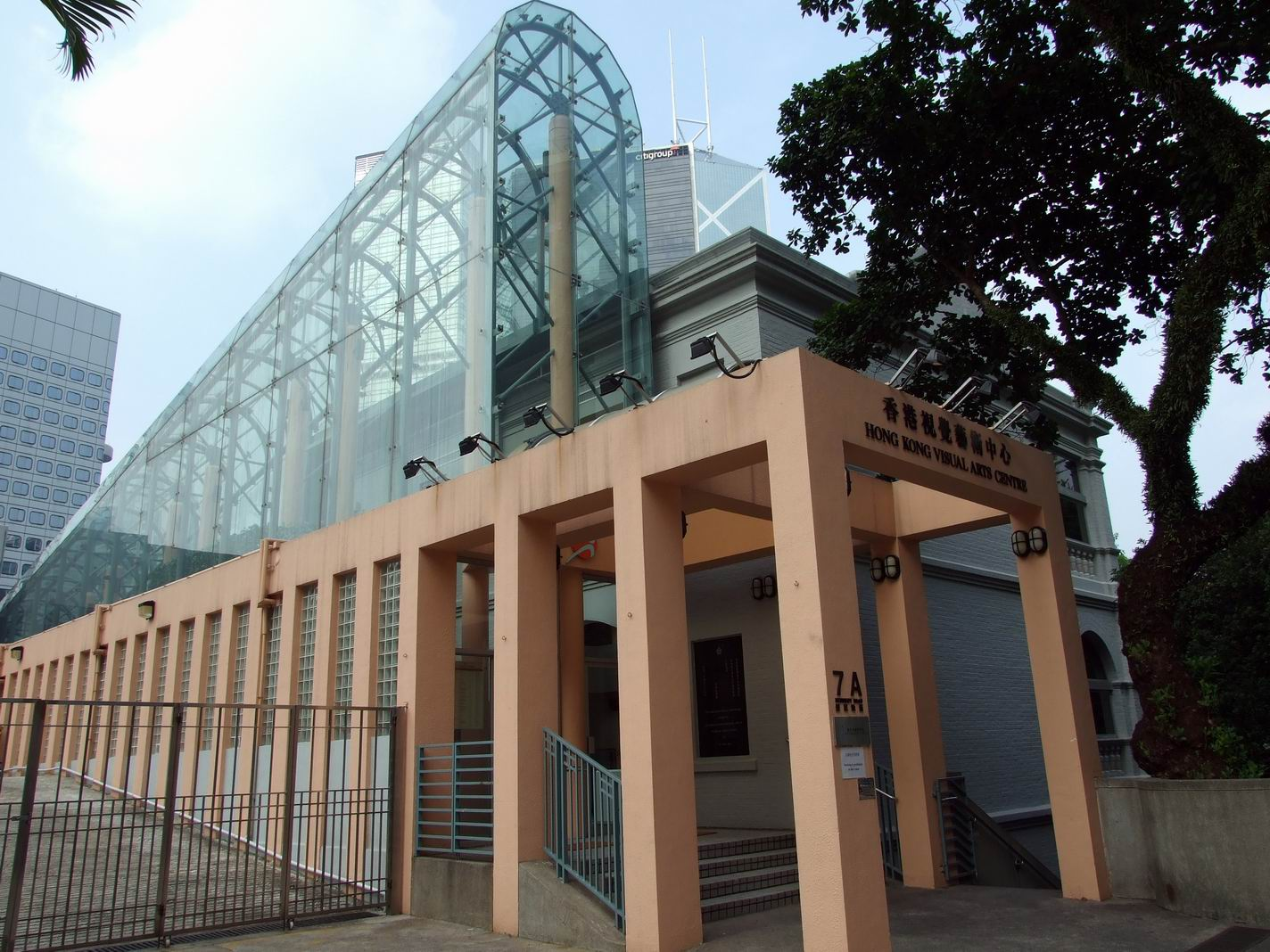
翻油前的香港視覺藝術中心 (2007年)
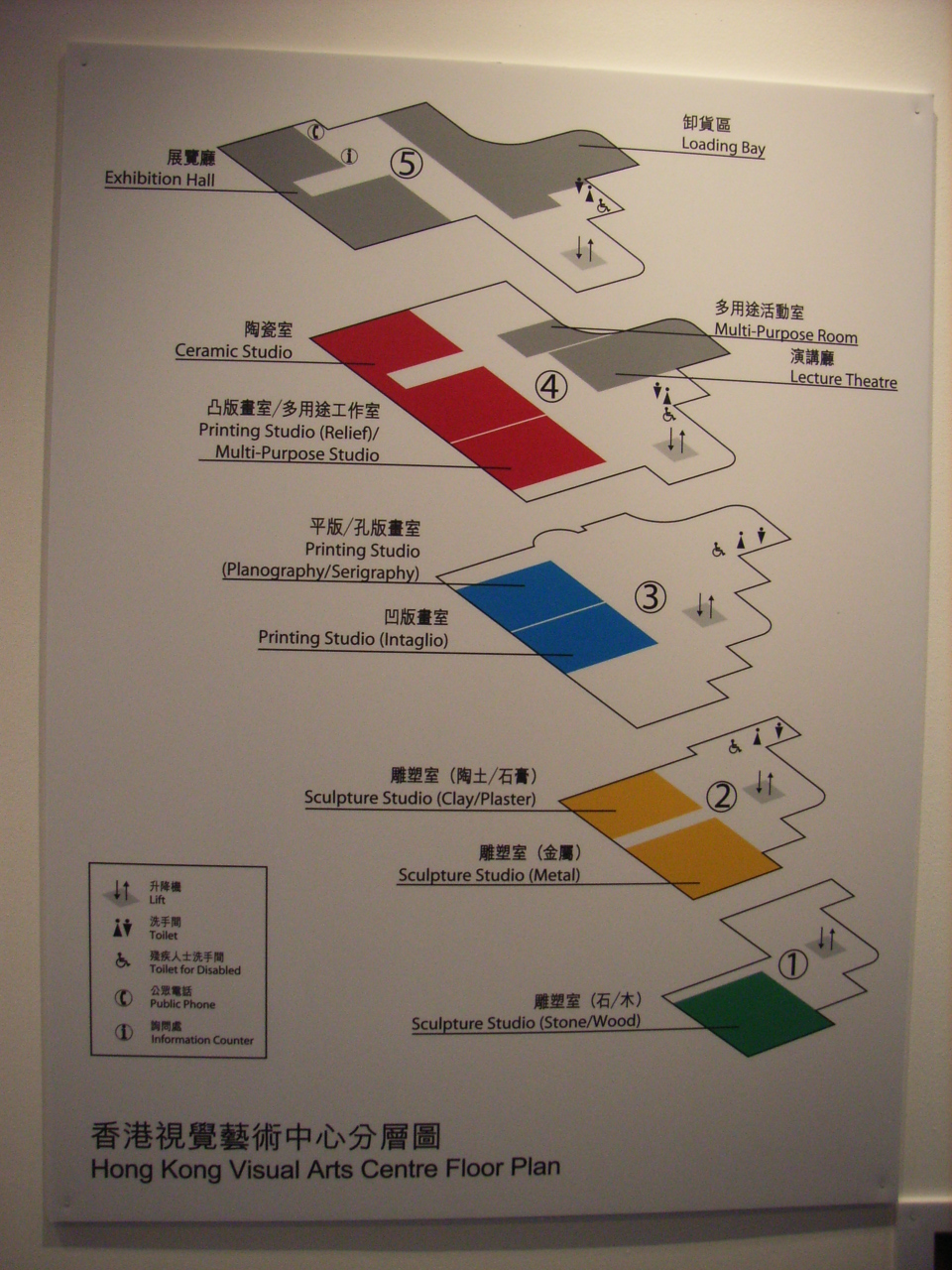
藝術中心的內部用途

## 地址
- 香港中半山堅尼地道7A號

## 開放時間
- 星期一、三至日：上午10時至晚上9時
- 中秋節、冬至、聖誕前夕、新年除夕及農曆新年除夕：上午10時至下午5時
- 星期二、聖誕節及翌日、元旦日、農曆年初一至三休館

## 收費
- 免費開放

## 外部連結
- 香港視覺藝術中心：官方網頁 （页面存档备份，存于）